# Шитц, Иван Иванович
Иван Иванович Шитц (2 октября 1874, Тамбов — 18 марта 1942, Москва) — русский и советский историк и педагог.

## Биография
Родился в 1874 году в Тамбове в дворянской семье.
В 1896 году окончил историко-филологический факультет Московского университета. Был учеником П. Г. Виноградова.
В 1897—1898 годах, с целью продолжения образования, слушал курсы лекций в университетах Европы. Затем занимался переводами с немецкого языка историков, работавших над вопросами взаимодействия государства, общества и личности. Состоял в Педагогическом обществе при Московском университете.
И. И. Шитц приветствовал революцию 1905—1907 годов в России, предупреждая при этом об опасности трансформации революции в анархию. С 1906 года преподавал историю в Екатерининском институте и частных гимназиях, в частности в гимназии Варвары Васильевны Потоцкой. Был сотрудником Русского библиографического института Гранат, а также автором и редактором ряда статей в Энциклопедическом словаре Гранат.
После Октябрьской революции, с 1917 года, преподавал латынь в Московском университете. Вместе с Н. А. Гейнике и другими авторами подготовил путеводитель «По Москве. Прогулки по Москве и её художественным и просветительным учреждениям», издание М. и С. Сабашниковых, Москва, 1917 год. С 1928 года работал редактором Большой советской энциклопедии (БСЭ) первого издания. В 1930-е годы сотрудничал с издательством «Академия», где занимался переводами.
В 1933 году Шитц был арестован и несколько месяцев находился в заключении. Был освобождён и продолжил работу. Жил на Малой Дмитровке, 22. Рано овдовев, он самостоятельно воспитал сына.
Умер Иван Иванович в 1942 году и был похоронен на Ваганьковском кладбище; могила утрачена.
И. И. Шитц вёл обширные критические к советской власти дневники, в постсоветское время опубликованные.

## Дневниковые записи
Из записей 1929 года в дневнике, который вёл И. И. Шитц:
- 18 февраля — «Фольклор. Вверху над кооперативной лавкой лозунг: „Социализм — это учет“. Внизу на дверях: „По случаю учета магазин закрыт“».
- 14 марта — «Фольклор. Приговоренным к расстрелу русскому и еврею обещано помилование, если они укажут способ поднять червонец и привести к упадку доллар. Русский отказался решить невозможную задачу и потребовал расстрела. Еврей подумал и утром объявил своё простое, быстрое и дешевое средство: поменяйтесь правительствами».
- 30 апреля — «Фольклор. В Кремле все играют в карты по-разному. Рыков в пьяницы, Крупская в акульку, Сталин в короли, Калинин в подкидного дурака».
- 9 октября — «Фольклор. Иностранец, услыхав в лавке, что яйца выдают только на детей, удивленно изрек: „Везде надо иметь яйца, чтобы получить детей, а у вас нужно иметь детей, чтобы получить яйца“».